# Чернобаев, Анатолий Александрович
Анато́лий Алекса́ндрович Черноба́ев (род. 8 ноября 1940, Москва, СССР) — советский и российский историк; доктор исторических наук (1979), профессор (1979), главный редактор журнала «Исторический архив». Автор-составитель биобиблиографического словаря «Историки России», выдержавшего 4 издания.

## Биография
Родился 8 ноября 1940 года Москве в семье кандидата исторических наук, полковника Александра Власовича Чернобаева и учительницы истории Александры Михайловны Михайловой.
В 1963 году окончил историко-филологический факультет МГПИ им. В. И. Ленина и затем там же заочную аспирантуру. 
В 1963—1966 года — научный сотрудник ГИМ; в 1966—1967 — ассистент 1-го Московского медицинского института. 
В 1967 году защитил диссертацию на соискание учёной степени кандидата исторических наук «Борьба Коммунистической партии за победу и развитие социалистической революции. Октябрь 1917—1918 гг. (по материалам Тверской губернии)» (специальность 570 — история КПСС).
В 1967—1968 годах — помощник заместителя министра высшего и среднего специального образования СССР.
В 1968—1983 — старший преподаватель, доцент, профессор, в 1976—1983 годах — заведующий кафедрой МАДИ.
В 1977 году в МГУ имени М. В. Ломоносова защитил диссертацию на соискание учёной степени доктора исторических наук по теме «Борьба Коммунистической партии за развитие социалистической революции в деревне в первый год пролетарской диктатуры». 
С 1981 по 1983 год работал (по совместительству) в Институте повышения квалификации преподавателей общественных наук при МГУ имени М. В. Ломоносова.
В 1983–1989 годы — профессор и заместитель заведующего кафедрой в АОН при ЦК КПСС.
В 1989–1991 годы — заведующий редакцией Института марксизма-ленинизма при ЦК КПСС.
В 1992 — главный научный сотрудник ВНИИ документоведения и архивного дела.
С 1992 года работает в Московском энергетическом институте (Национальном исследовательском университете «МЭИ»): профессор, заведующий кафедрой истории и культурологии (1994—2001), с 2001 года — профессор (по совместительству).
С 1993 года — главный редактор журнала «Исторический архив», главный научный сотрудник Архива РАН.
В 2001–2018 годы — профессор кафедры истории российской государственности РАГС (с 2011 — РАНХиГС).
С 2018 года — главный специалист РГАСПИ.
С 2019 года — ведущий научный сотрудник (по совместительству) ИРИ РАН.
Был членом Научного совета АН СССР по истории революций в России. Входил в состав экспертного совета ВАК СССР (России) по отечественной истории (1982—2006), заместитель председателя Экспертного совета ВАК по отечественной истории (1994—1999).
Член Союза журналистов Москвы. Действительный член Международной академии информатизации (1993), Академии педагогических и социальных наук (1995) и Академии военно-исторических наук (2003).

## Семья
Был женат на Татьяне Петровне Чернобаевой (1941—2016) — кандидате исторических наук, доценте Финансового университета при Правительстве РФ. 
Увлечения А. А. Чернобаева: литература, шахматы (один из учредителей общественного фонда им. М. М. Ботвинника), охота.

## Научная деятельность
В сферу исследовательских интересов А. А. Чернобаева входят история России, историография, археография, источниковедение, историческая библиография, историческая биография, социально-политическая история, экономическая история, история революционного движения, история общественной мысли.
Автор свыше 300 научных и документальных публикаций, в том числе на английском, немецком, чешском, польском, болгарском языках. Совместно с В. А. Динесом издал ряд биобиблиографических справочников о российских историках XVIII—XX веков. Участвовал в подготовке издания мемуаров А. Г. Шляпникова «Канун семнадцатого года. Семнадцатый год» (т. 1—3, 1992) и сборника документов «Китайская Народная Республика в 1950-е годы» (т. 1—2, 2005).

## Членство в редколлегиях научных журналов
- Вестник архивиста (с 2007)
- Вестник МЭИ (с 1994)
- Исторический архив (с 1993; главный редактор)
- Клио. Журнал для учёных (с 2006)
- Личность. Культура. Общество (2006—2010)[10]

## Награды
- Медаль «В память 850-летия Москвы» (1997);
- Почётный архивист Российской Федерации (2002);
- Национальная премия «Лучшие книги и издательства года — 2016». Номинация «Журналы»: за научно-публикаторский журнал «Исторический архив»[11];
- Национальная премия «Лучшие книги и издательства года — 2017». Номинация «История»: за книгу «Историки России конца ХІХ — начала XXI века: Биобиблиографический словарь». В 3 т.[12].

## Научные работы

### Монографии
- Чернобаев А. А. Комбеды Советской России. — М.: Политиздат, 1972.
- Чернобаев А. А. Продотряд [о деятельности продотряда, возглавляемого С. П. Середой в Елецком уезде]. — М.: Московский рабочий, 1975.
- Чернобаев А. А. Развитие социалистической революции в деревне. Октябрь 1917—1918 гг. — М.: Высшая школа, 1975.
- Чернобаев А. А. Комбед. — М.: Московский рабочий, 1978.
- Чернобаев А. А. С винтовкой и пером [об А. И. Тодорском]. — М.: Московский рабочий, 1984.
- Чернобаев А. А., Маслов Н. Н., Романовский Н. В. Знамя борющейся партии: очерк истории Программы КПСС. — М.: Политиздат, 1986.
- Чернобаев А. А. В вихре века [об А. Я. Аросеве]. — М.: Московский рабочий, 1987.
- Чернобаев А. А. «Профессор с пикой», или Три жизни историка М. Н. Покровского. — М.: Лит, 1992.
- Чернобаев А. А. Историк и мир истории / Отв. ред. С. Ю. Наумов. Саратов: Поволж. акад. гос. службы им. П. А. Столыпина, 2004;
- Чернобаев А. А. Грядущее на все изменит взгляд: Статьи. Выступления. Публикации. — М.: 2010.
- Чернобаев А. А. (в соавт.) История в человеке. Академик М. В. Нечкина. Документальная монография / Отв. ред. Е. Л. Рудницкая, С. В. Мироненко — М.: Новый хронограф. 2011. — 1104 с. — ISBN 978-5-94881-165-9

### Учебники, учебные пособия
- Чернобаев А. А. (рук. авт. кол.) Русская историография XI — начала XXI века: Учебное пособие / Под ред. А. А. Чернобаева. — М.: Высшая школа, 2010. — 447 с. — ISBN 978-5-06005864-2
- Чернобаев А. А. (рук. авт. кол.) История России для технических вузов: Учебник для бакалавров / Под ред. М. Н. Зуева, А. А. Чернобаева. — 4-е изд., переработанное и дополненное. — М.: Юрайт, 2013. — 639 с. — ISBN 978-5-9916-2324-7
- Чернобаев А. А. (рук. авт. кол.) История России для технических вузов: Учебник для прикладного бакалавриата / Под ред. М. Н. Зуева, А. А. Чернобаева. — 4-е изд., перераб. и доп. — М.: Юрайт, 2018. — 531 с. — ISBN 978-5-9916-5822-5
- Чернобаев А. А. (рук. авт. кол.) Историография истории России: Учебное пособие для академического бакалавриата / Под ред. А. А. Чернобаева. — 2-е изд., перераб. и доп.. — М.: Юрайт, 2017. — 429 с. — ISBN 978-5-534-00062-7

Научно-популярные издания
- Историки России. Биографии / Сост., отв. ред. А. А. Чернобаев. — М.: РОССПЭН, 2001. — 912 с. — ISBN 5-8243-0113-1
- Историки России: Иконография / Сост., отв. ред. А. А. Чернобаев. [Кн. 1.] — М.: Собрание, 2008. — 416 с. — ISBN 978-5-9606-0048-4
- Историки России: Иконография / Сост., отв. ред. А. А. Чернобаев. Кн. 2. — М.: Собрание, 2011. — 398 с. — ISBN 978-5-9606-0101-6
- Историки России: Иконография / Сост., отв. ред. А. А. Чернобаев. Кн. 3. — М.: Собрание, 2015. — 408 с. — ISBN 978-5-9606-0133-7
- Историки России: Иконография / Сост., отв. ред. А. А. Чернобаев. Кн. 4. — М.: Собрание, 2019.
- Историки России: Иконография / Сост., отв. ред. А. А. Чернобаев. Кн. 5. — М.: Собрание, 2023.

Составитель и редактор
- Рабочий класс — ведущая сила Великой Октябрьской социалистической революции / под ред. А. А. Чернобаева. — М.: Высшая школа, 1981.
- Методика изучения партийных документов в курсе истории КПСС / под ред. А. А. Чернобаева и А. А. Зайцева. — М.: Высшая школа, 1984.
- Историки России: кто есть кто в изучении отечественной истории. Биобиблиографический словарь / Авт.-сост. А. А. Чернобаев. Под ред. В. А. Динеса. — Саратов: Издат. центр Сарат. гос. экон. академии; Изд-во «ЛЕТОПИСЬ», 1998 (2-е изд. 2000).
- Историки России. Биографии / отв. ред. А. А. Чернобаев. — М.: РОССПЭН, 2001.
- Историки России XX века: биобиблиографический словарь. Т. 1-2. — Саратов, 2005.
- Коротков А. В., Чернев А. Д., Чернобаев А. А. На приёме у Сталина. Тетради (журналы) записей лиц, принятых И. В. Сталиным (1924—1953 гг.). Справочник / Науч. ред. А. А. Чернобаев. — М.: Новый Хронограф, 2008. — С. 121—135. — 784 с. — ISBN 978-5-94881-008-9. (2-е изд. 2010).
- Историки России: иконография. Кн. 1. — М., 2008. Кн. 2. — М., 2011. Кн. 3. — М., 2015.
- Русская историография XI — начала XXI вв. / под ред. А. А. Чернобаева. — М.: Высшая школа, 2010.
- Историки России конца XIX — начала XXI вв.: биобиблиографический словарь / ред. А. Ф. Бондаренко. Т. 1-3. М.: Собрание, 2016—2017.